# حجت أباد (علي جمال)
حجت أباد (بالفارسية: حجت‌آباد) هي مستوطنة تقع في إيران في قسم علي جمال الريفي.